# Пактин, Раз Мохаммад
Раз Мохаммад Пактин (род.  1938) — государственный деятель Афганистана.

## Биография
Родился в 1938 году в городе Зурмат провинции Пактия.
По этнической принадлежности — пуштун. Родился в бедной крестьянской семье.
Окончил Кабульское педагогическое училище (1959), Московский энергетический институт (1961—1969) и его аспирантуру (1973—1977), где защитил диссертацию на соискание учёной степени кандидата технических наук. Владеет английским и русским языками.

### Инженер и политик
В 1969—1973 и в 1977-1978 — преподаватель Кабульского политехнического института. Автор научных трудов в области электротехники. Член Народно-демократической партии Афганистана (НДПА; фракция «Хальк») с 1966. В 1980—1990 — член ЦК НДПА. В 1990 вошёл в состав исполкома Центрального совета Партии Отечества (в которую была переименована НДПА).
Участник государственного переворота 1978 (Саурской (Апрельской) революции). В мае — июле 1978 — заместитель министра водных ресурсов и энергетики. В июле 1978 — декабре 1979 — посол в СССР. В 1979 был одновременно послом в Румынии и Финляндии.

### Министр
После ввода советских войск в Афганистан вошёл в состав правительства Бабрака Кармаля. В 1980-1982 — министр энергетики и водных ресурсов Афганистана. В 1982 его министерство было разделено (вновь образованное министерство ирригации возглавил представитель конкурирующей с «Хальк» фракции «Парчам» Ахмад Шах Сорхаби), и Пактин остался министром энергетики. В 1988 он возглавил воссозданное министерство водного хозяйства и энергетики, которым руководил до 1990. В 1980—1988 также был членом Революционного совета. Был одним из наиболее компетентных и энергичных членов правительства страны в 1980-е годы. Генерал Валентин Варенников считал его лучшим афганским министром в то время (на второе место он «ставил» Саида Мохаммада Гулябзоя).

В марте 1990 Пактин был среди членов фракции «Хальк», которые не поддержали выступление министра обороны Шахнаваза Таная против президента Наджибуллы. Тогда же президент Наджибулла назначил его на пост министра внутренних дел, который, согласно неформальной квоте, принадлежал фракции «Хальк». Свою роль в этом назначении, возможно, сыграл и тот факт, что Пактин был земляком президента, также происходившего из Пактии. Генерал Махмут Гареев, бывший главным военным советником Наджибуллы, даёт такую характеристику Пактину как главе МВД: 

Пактин — человек образованный и умный. Конечно, в вопросах боевого применения внутренних войск он разбирался слабо, но обладая хорошей памятью, организаторской хваткой, он начал основательно вникать в дела министерства внутренних дел.

Во время развала режима Наджибуллы в апреле 1992 Пактин выступал в качестве противника доминирования в Кабуле непуштунских сил (таджиков и узбеков). В том же месяце официально ушёл в отставку вместе со всем правительством страны. С 1992 — в эмиграции в России, поселился в Москве.